# Louvières (Alt Marne)
Louvières és un municipi francès situat al departament de l'Alt Marne i a la regió del Gran Est. L'any 2007 tenia 108 habitants.

## Demografia

### Població
El 2007 la població de fet de Louvières era de 108 persones. Hi havia 44 famílies de les quals 16 eren unipersonals (12 homes vivint sols i 4 dones vivint soles), 16 parelles sense fills i 12 parelles amb fills.
La població ha evolucionat segons el següent gràfic:
Habitants censats

### Habitatges
El 2007 hi havia 68 habitatges, 51 eren l'habitatge principal de la família, 8 eren segones residències i 9 estaven desocupats. Tots els 68 habitatges eren cases. Dels 51 habitatges principals, 46 estaven ocupats pels seus propietaris, 3 estaven llogats i ocupats pels llogaters i 2 estaven cedits a títol gratuït; 4 tenien dues cambres, 5 en tenien tres, 15 en tenien quatre i 26 en tenien cinc o més. 35 habitatges disposaven pel capbaix d'una plaça de pàrquing. A 25 habitatges hi havia un automòbil i a 20 n'hi havia dos o més.

### Piràmide de població
La piràmide de població per edats i sexe el 2009 era:
| Homes | Edats   | Dones |
| ----- | ------- | ----- |
| 0     | 95 o +  | 0     |
| 1     | 90 a 94 | 1     |
| 1     | 85 a 89 | 2     |
| 0     | 80 a 84 | 0     |
| 3     | 75 a 79 | 1     |
| 5     | 70 a 74 | 4     |
| 2     | 65 a 69 | 6     |
| 4     | 60 a 64 | 1     |
| 3     | 55 a 59 | 2     |
| 4     | 50 a 54 | 6     |
| 3     | 45 a 49 | 3     |
| 10    | 40 a 44 | 3     |
| 2     | 35 a 39 | 5     |
| 8     | 30 a 34 | 3     |
| 4     | 25 a 29 | 3     |
| 4     | 20 a 24 | 2     |
| 1     | 15 a 19 | 7     |
| 5     | 10 a 14 | 4     |
| 4     | 5 a 9   | 1     |
| 4     | 0 a 4   | 3     |

## Economia
El 2007 la població en edat de treballar era de 70 persones, 54 eren actives i 16 eren inactives. De les 54 persones actives 51 estaven ocupades (31 homes i 20 dones) i 3 estaven aturades (1 home i 2 dones). De les 16 persones inactives 8 estaven jubilades, 4 estaven estudiant i 4 estaven classificades com a «altres inactius».

### Ingressos
El 2009 a Louvières hi havia 51 unitats fiscals que integraven 111 persones, la mediana anual d'ingressos fiscals per persona era de 18.725 €.

### Activitats econòmiques
Dels 3 establiments que hi havia el 2007, 1 era d'una empresa de fabricació d'altres productes industrials, 1 d'una empresa d'hostatgeria i restauració i 1 d'una empresa classificada com a «altres activitats de serveis».
L'any 2000 a Louvières hi havia 7 explotacions agrícoles que ocupaven un total de 468 hectàrees.

## Poblacions més properes
El següent diagrama mostra les poblacions més properes.